# Dekanat Radłów
Dekanat Radłów – dekanat wchodzący w skład diecezji tarnowskiej.
Dziekanem dekanatu radłowskiego jest ks. Bogdan Walerowski (proboszcz parafii Jadowniki Mokre), a wicedziekanem ks. Andrzej Krajewski (proboszcz parafii Radłów). 
W skład dekanatu wchodzą parafie:
- Biskupice Radłowskie – Parafia Matki Bożej Częstochowskiej w Biskupicach Radłowskich
- Borzęcin Dolny – Parafia Najświętszej Maryi Panny Królowej Polski w Borzęcinie Dolnym
- Jadowniki Mokre – Parafia Niepokalanego Serca Najświętszej Maryi Panny
- Przybysławice – Parafia Niepokalanego Serca Najświętszej Maryi Panny w Przybysławicach
- Radłów – Parafia św. Jana Chrzciciela
- Rudka – Parafia Matki Bożej Różańcowej w Rudce
- Siedlec – Parafia bł. Karoliny Kózka
- Wietrzychowice – Parafia Najświętszej Maryi Panny Wniebowziętej
- Wola Przemykowska – Parafia Chrystusa Króla w Woli Przemykowskiej
- Wola Radłowska – Parafia bł. Karoliny Kózki w Woli Radłowskiej
- Wola Rogowska – Parafia Wniebowstąpienia Pańskiego w Woli Rogowskiej
- Zabawa – Parafia Trójcy Przenajświętszej w Zabawie
- Zaborów – Parafia Nawiedzenia Najświętszej Maryi Panny w Zaborowie
- Zdrochec – Parafia św. Stanisława w Zdrochcu